# Conseil provincial d'Artois
Le Conseil provincial d'Artois, depuis sa création par Charles-Quint en 1530 et jusqu’à sa suppression en 1790, était le Tribunal supérieur qui rendait la justice pour toute la province d'Artois.

## Histoire
Le Conseil Provincial d'Artois est créé le 12 mai 1530 par l'empereur Charles Quint, alors que, à la suite de la Paix des Dames en 1529, le comté d'Artois, son ressort géographique, appartenait aux Pays-Bas méridionaux, sous domination espagnole, les Pays-Bas espagnols.
Il fonctionne alors selon le Droit des Pays-Bas, selon le modèle des Conseils de justice, et sous l'autorité, relativement peu centralisatrice, du Grand Conseil de Malines.
En 1640, quand il conquiert l'Artois, une province attachée à ses particularismes, Louis XIII conserve cette juridiction, avec ses prérogatives, en l'adaptant au Droit français. La Grande ordonnance civile de 1667 n'y est toutefois appliquée qu'avec retard, tout comme la vénalité des offices.
Le Conseil Provincial d'Artois est, avec le Parlement de Dôle, la seule cour supérieure de création étrangère à avoir été intégrée dans le système judiciaire français, sans grande modification ou aménagement.
Le caractère juridictionnel du Conseil Provincial d'Artois est hybride, à mi-chemin entre un présidial et un parlement. Conservant ses prérogatives originelles, il statue souverainement, en étant une Cour souveraine, en matière pénale, en matière nobiliaire et financière, mais pas en matière civile ou en matière féodale, où ses décisions sont susceptibles d'appel devant le Parlement de Paris, qui, toutefois, les casse rarement.
Son autorité s'étend aux juridictions subalternes de la province d'Artois.
Le recrutement de ses magistrats est local, permettant la perpétuation de l'autonomie et des particularités de cette juridiction, dans une région attachée aux espagnols, face aux tendances centralisatrices du pouvoir royal.
Le Conseil Provincial d'Artois « Une cour unique en son genre », appliquait la Coutume générale d'Artois et fonctionnait en lien étroit avec les Etats d'Artois, dont les attributions étaient plus politiques et administratives que juridiques.
Supprimé en février 1771 pour devenir le Conseil supérieur d'Artois, il fut rétabli à l'identique par l'édit de novembre 1774.
Comme les autres cours souveraines, Le Conseil d’Artois est finalement supprimé par l’article 14 du décret de l’Assemblée constituante des 6 et 7 septembre 1790. Il tint sa dernière audience le samedi 13 septembre 1790.

### Localisation

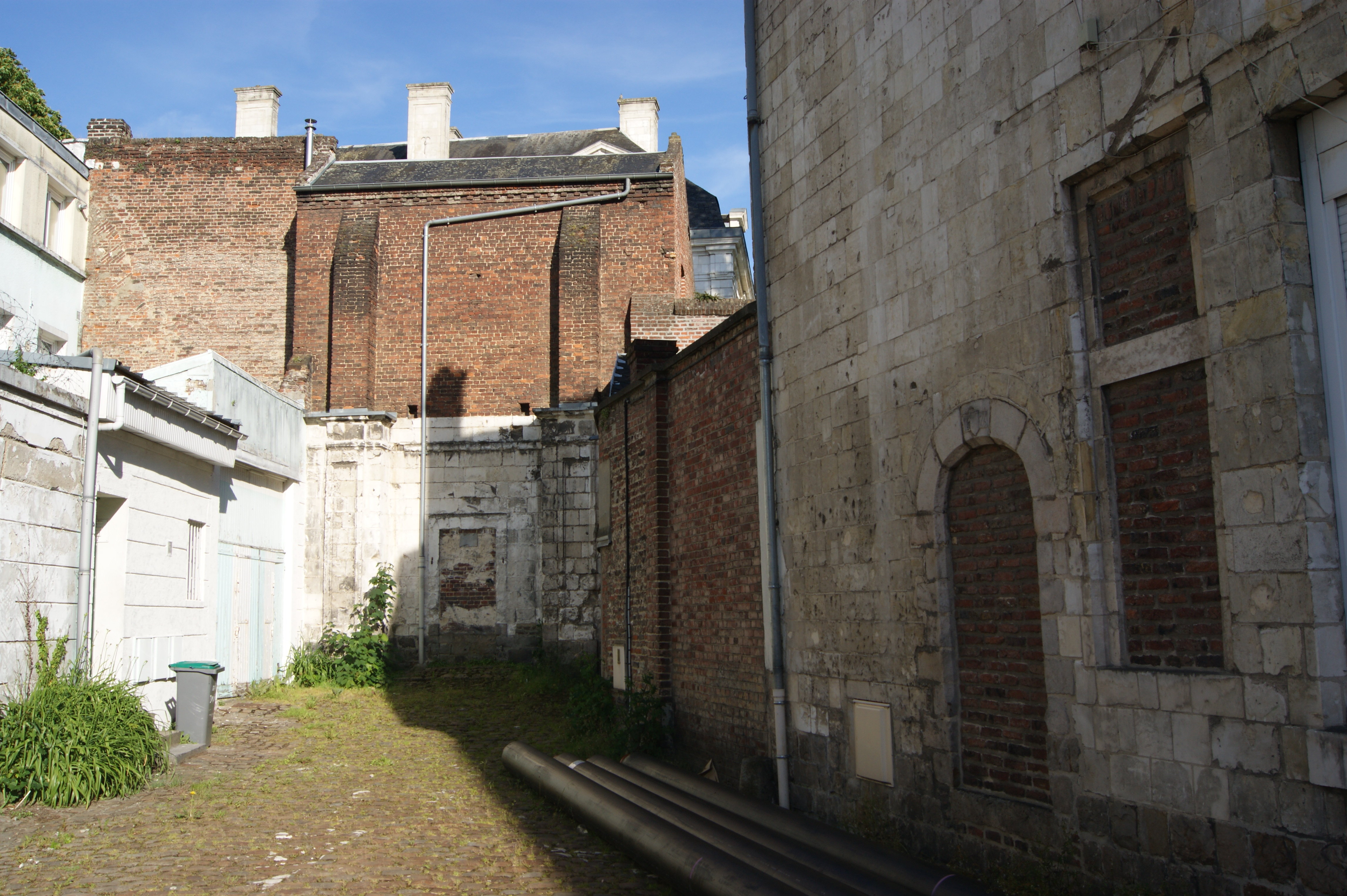
Derniers vestiges d'une entrée du conseil d'Artois, au bout de l'impasse des Agaches.

Le Conseil Provincial d'Artois occupait un édifice situé à Arras, à l'emplacement de l'ancienne Gouvernance, entre les rues des Agaches, Paul-Doumer (anciennement rue de la Madeleine) et la rue de la Gouvernance, face à l'église de la Madeleine et l'abbaye Saint-Vaast à Arras.
Vendu au roi en 1783, l'hôtel de Guînes devint le lieu de résidence du premier président du Conseil provincial d'Artois.
Un hôtel sis rue de la Gouvernance, à l'angle avec la rue Maximilien-de-Robespierre (anciennement rue des Rapporteurs) fut, quant à lui, le lieu de résidence du second président du Conseil provincial d'Artois.

### Composition
Le Conseil était composé d'un président, de deux chevaliers d’honneur, de six conseillers, d’un avocat fiscal, d’un procureur-général et d’un greffier. Par un édit en juin 1687 puis un autre de février 1693, ce Conseil s’agrandira pour accueillir une seconde chambre composée d’un second président et d’autres conseillers.
Les offices de président, de conseiller, de procureur, d'avocats-généraux, de greffier en chef, étaient anoblissants.
La liste des magistrats qui y ont servi est connue avec précision par l'ouvrage de M. Plouvain.

### Liste des premiers présidents

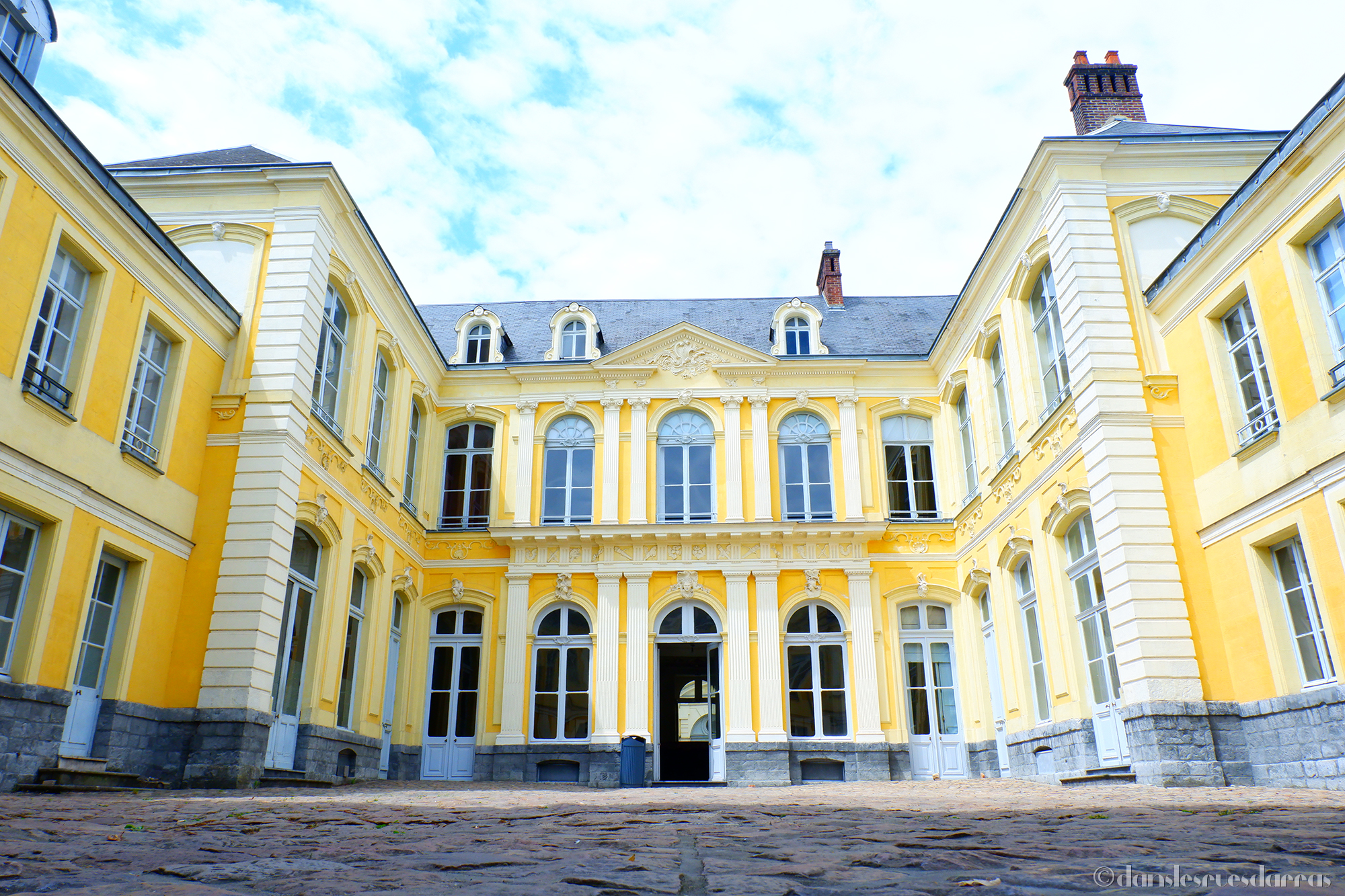
L'hôtel de Guînes, ancien hôtel du premier président du Conseil provincial d'Artois (1783-1790).

| Date début   | Date de fin  | Titulaire                                             |
| ------------ | ------------ | ----------------------------------------------------- |
| 1530         | 1531         | Jean Caulier (1501-1531)                              |
| 1531         | 1546         | Guillaume Hangouart (…-1546)                          |
| 1547         | 1553         | Louis de Martigni (…-1553)                            |
| 1554         | 1555         | Jacques de Rebreviettes                               |
| 1555         | 1580         | Pierre-Albert Asset (1502-1580)                       |
| 1582         | 1585         | Jean de Richardot (ou Ricardot)                       |
| 1585         | 1605         | Jérôme de France (ou Defrance) (…-1605)               |
| 1605         | 1622         | Raimond (ou Raymond) de France (ou Defrance) (…-1628) |
| 1622         | 1624         | Antoine Denis (…-1624)                                |
| 1624         | 1634         | Jean du Grospré (…-1634)                              |
| 1636         | 1646         | Charles Laurin (…-1646)                               |
| 1638         | 1640         | Jean le Bailli                                        |
| 1640         | 1641         | M. de Mélian                                          |
| 1641         | 1641         | Jean-Germain de Durand                                |
| 1641         | 1642         | Louis Lemaistre                                       |
| 1642         | 1644 ou 1646 | René Le Vayer                                         |
| 1644 ou 1646 | 1661         | Brethe de Clermont                                    |
| 1661         | 1680         | André Scarron (…-1684)                                |
| 1680         | 1685         | Jean Scarron                                          |
| 1685         | 1687         | Léonard-Agnès de Préfontaine (…-1687)                 |
| 1687         | 1703         | Antoine-François Lemerchier                           |
| 1703         | 1707         | Philippe-François Palisot (…-1708)                    |
| 1707         | 1718         | François-Ignace Palisot (…-1718)                      |
| 1718         | 1746         | Ambroise-Alexandre Palisot (1681-1746)                |
| 1746         | 1752         | Louis-François Palisot (1713-1752)                    |
| 1752         | 1785         | François-Joseph Briois de Beaumetz (1722-1793)        |
| 1785         | 1790         | Bon-Albert Briois de Beaumetz (1755-…)                |

### Liste des seconds présidents
| Date début   | Date de fin | Titulaire                                         |
| ------------ | ----------- | ------------------------------------------------- |
| 1694         | 1703        | Philippe Hourdequin (…-1703)                      |
| 1705         | 1728        | Philippe-François Hourdequin (…-1728)             |
| 1728 ou 1729 | 1758        | Albert-Louis-Emmanuël Bultel (1698-1758)          |
| 1759         | 1770        | Jean-François-Marie Mabille (…-1770)              |
| 1776         | 1790        | Joseph-François-Régis de Madre (de Loos) (1748-…) |

### Chancellerie
Comme les parlements, le Conseil Provincial d'Artois était pourvu d'une chancellerie, fondée en 1693, composée de conseillers-secrétaires du Roi, Maison et couronne de France, dont l'office était anoblissant au premier degré, après vingt ans d'exercice, ou mort en charge.